# Agathon de Potter
Agathon de Potter (Brussel, 11 november 1827 – Sint-Joost-ten-Node, 30 oktober 1906) was een Belgisch arts, filosoof, uitgever en weldoener. 

## Levensloop
Agathon was een zoon van Louis de Potter, lid van het Voorlopig Bewind in 1830, en van Sophie-Eugénie Van Weydeveldt, dochter van een Brugse tapissier.
Agathon (in het Grieks, volgens Plato, de Goede) werd opgeleid door zijn vader van wie hij een stevig klassiek onderricht kreeg. De vader leerde hem daarbij ook de geschriften van Jean Hyppolyte de Colins (1783-1859) kennen, nog voor ze gepubliceerd werden. Louis de Potter was een discipel van Colins. Biograaf Maurice Bologne schreef dat de Potter zelfs als inspirator van het werk van Colins kon worden beschouwd. Hij gebruikte Colins' teksten bij de opvoeding van zijn zoon. Later zou Agathon als verspreider en vulgarisator van het werk van Colins optreden, dat hij niet alleen publiceerde, maar waarvan hij tevens de taal vereenvoudigde en beter begrijpelijk maakte voor een ruim publiek.
Na studies geneeskunde aan de ULB, behaalde Agathon ook nog een eerste prijs aan het muziekconservatorium in Brussel. Hij werd intern in het Sint-Pietershospitaal in Brussel, op een ogenblik dat er een cholera-epidemie heerste. Dit bleef zijn enige activiteit als arts.
Vanaf 1854 vestigde hij zich als rentenier en wijdde zich uitsluitend aan het vertalen, publiceren, verspreiden en verdedigen van de geschriften van Colins. Het is niet zeker dat hij hiermee grote invloed uitoefende, omdat het omvangrijke oeuvre van Colins nogal hermetisch was, zodat het waarschijnlijk niet zo vlug adepten maakte. Uitzonderingen hierop waren de student en vervolgens sociaal voorman César De Paepe en Jules Brouez, notaris in Bergen en lid van een Colinskring in deze stad.
Na de dood van Jean Colins in 1859, publiceerde de Potter:
- Économie sociale, in 1874, inleiding tot de leer van Colins in zes volumes, aangevuld tussen 1882 en 1896 met nog dertien volumes voor het volledige oeuvre.
- In 1875 stichtte hij, samen met de Bergense Colinskring, onder meer met zijn schoonvader, advocaat J. Bourlard en met notaris Jules Brouez, het in Parijs uitgegeven tijdschrift La Philosophie de l’avenir - Revue du socialisme rationnel (1875-1914), waarvan de journalist Frédéric Borde (1841-1911) de hoofdredacteur werd. Het hoofddoel bestond erin de ideeën van Colins uiteen te zetten en te verdedigen.

Na het overlijden van zijn moeder, genoot Agathon van een behoorlijk fortuin, gebaseerd op belangrijke eigendommen in West-Vlaanderen. Hij zat hiermee, als belangrijk eigenaar, wel wat gewrongen als het erop aankwam socialisme, collectief grondbezit en nationalisaties te verdedigen.
Vanaf 1884 werkte hij mee aan het door Brouez gestichte tijdschrift La Société nouvelle (1884-1897), dat geleid werd door de zoon van Brouez en een ruimer aantal thema's behandelde dan alleen maar het werk van Colins.
Dit belette niet dat het werk van Colins de hoofdbekommernis bleef van De Potter. Hij hield niet op te corresponderen met talrijke personaliteiten om het oeuvre van Colins te doen kennen en hun reacties uit te lokken. Hij schreef ook in de Revue trimestrielle libérale de Bruxelles (jaren zestig), alsook in de talrijke maar meestal kortstondige tijdschriften die hun inspiratie bij Colins zochten.
In 1885 publiceerde De Potter La peste démocratique, waarin hij zijn vrees uitdrukte voor gewelddadige acties die door de strijd voor sociale hervormingen konden ontstaan. Hij verhoopte dat de evolutie van de bestaande toestand naar een land waar de eigendom volledig verdeeld zou zijn en de privé-eigendom uiteindelijk zou verdwijnen, op vreedzame wijze zou worden gerealiseerd. Alles zou voortaan aan de staat toebehoren, die door het verhuren het staatsbestel zou kunnen financieren en een algemene sociale zekerheid zou kunnen organiseren. Dergelijke ideeën wekten belangstelling op in België bij socialisten zoals Louis Bertrand, Guillaume De Greef, Hector Denis, Henri La Fontaine en Emile Vandervelde.
In 1904 pleitte Agathon de Potter, vergeefs trouwens, voor de nationalisatie van het kolenbekken in Limburg, met het argument dat de grond een absolute basisgrondstof was die niet het resultaat was van uitgevoerde arbeid, maar aan de basis lag van iedere productieve arbeid. Socialistische parlementsleden steunden hem hierin.
In Frankrijk nam hij eveneens deel aan het politieke debat en schaarde hij zich resoluut bij de verdedigers van Alfred Dreyfus, tegenstanders van antisemitisme en racisme.
Agathon de Potter bleef kinderloos en stelde zijn secretaris Félix Guillaume als zijn erfgenaam aan, mits hij hem enkele legaten oplegde:
- een lijfrente voor Frédéric Borde,
- een rente aan zijn twee dienstboden,
- de naakte eigendom van zijn immobiliën aan de Belgische Koninklijke Academie voor Wetenschappen, met het doel vorsers in de exacte wetenschappen te ondersteunen, opzoekingen uit te voeren over beroepsziekten en de werken te publiceren van intellectuelen die dit niet op eigen kosten gedaan kregen.